# ناتان تلا
ناتان تلا (انگلیسی: Nathan Tella؛ زادهٔ ۵ ژوئیهٔ ۱۹۹۹) بازیکن فوتبال اهل بریتانیا است که برای باشگاه بایرلورکوزن بازی می‌کند.